# بخش اسکوینا
بخش اسکوینا (به اسپانیایی: Departamento Esquina) یک منطقهٔ مسکونی در آرژانتین است که در استان کورینتس واقع شده‌است. بخش اسکوینا ۳٬۷۲۳ کیلومتر مربع مساحت و ۳۰٬۳۷۲ نفر جمعیت دارد.